# Kärsa (Ahja)
Kärsa – wieś w Estonii, w prowincji Põlvamaa, w gminie Ahja.